# Bineta Diop (karaté)
Pour les articles homonymes, voir Diop.
Cet article concerne une karatéka. Pour la militante des droits des femmes, voir Bineta Diop.
Bineta Diop est une karatéka sénégalaise.

## Carrière
Bineta Diop remporte  la médaille de bronze en kumite individuel cadet des moins de 54 kg aux Championnats d'Afrique de karaté 2020 à Tanger, la médaille de bronze en kumite individuel junior des moins de 59 kg lors des Championnats d'Afrique de karaté 2021 au Caire puis la médaille de bronze en kumite individuel des moins de 68 kg aux Championnats d'Afrique de karaté 2022 à Durban.

## Palmarès
| Année | Compétition                    | Lieu     | Résultat | Catégorie     |
| ----- | ------------------------------ | -------- | -------- | ------------- |
| 2020  | Championnats d'Afrique cadets  | Tanger   | 3e       | Kumite -54 kg |
| 2021  | Championnats d'Afrique juniors | Le Caire | 3e       | Kumite -59 kg |
| 2022  | Championnats d'Afrique         | Durban   | 3e       | Kumite -68 kg |